# James McEveley
James Michael "Jay" McEveley (ur. 2 listopada 1985 w Liverpoolu), szkocki piłkarz występujący na pozycji lewego obrońcy w angielskim klubie Swindon Town.
Karierę rozpoczynał jako młody chłopak w Evertonie, następnie przeniósł się do Blackburn, gdzie był postrzegany jako gwiazda w stadium produkcji. Debiutował w meczu przeciwko Walsall F.C., meczu zakończonym remisem 2:2.
Po mistrzostwach Świata U-21 McEveley został wypożyczony do Burnley F.C. w grudniu 2003, aby regularniej grać w pierwszym składzie i zyskać doświadczenie. Zaliczył sześć meczów dla zespołu z Burnley, po czym doznał kontuzji kolana. W sierpniu 2005 został wypożyczony tym razem do Ipswich Town. McEveley podpisał kontrakt z Derby County w sezonie 2006-07 podczas styczniowego okna transferowego. W Derby dobrze się zaaklimatyzował, czego uwieńczeniem był awans do Premier League z Derby po wygranym meczu 1:0 z West Bromwich Albion.
We wrześniu 2008 roku został wypożyczony do Preston North End, zaś później do Charltonu Athletic. W 2010 roku przeszedł do Barnsley.
W październiku 2004 w meczu z Liverpoolem wślizg McEveleya spowodował złamanie nogi Djibrila Cisségo; chociaż zagranie było przepisowe, to materiał filmowy o incydencie wstrząsnął ludźmi.
Reprezentował Angielską reprezentację U-20 w 2003 roku na mistrzostwach młodzieżowych, ale później postanowił, że będzie reprezentantem Szkocji. McEveley debiutował w dorosłej kadrze w meczu z RPA 21 sierpnia 2007 wygranym 1:0 przez Szkocję.